# Grameen Bank
La Grameen Bank (littéralement, « Banque des villages ») est une banque spécialisée dans le micro-crédit. Elle a été créée officiellement en 1983 par Muhammad Yunus au Bangladesh. Elle dispose de près de 2 564 succursales et travaille dans plus de 81 367 villages. Depuis sa création, elle a déboursé 4,69 milliards de dollars de prêts et affiche des taux de remboursement de près de 97 %.
L'organisation et son fondateur ont été récompensés du prix Nobel de la paix en 2006. Ole Danbolt Mjøs (président du Comité Nobel norvégien) a dit qu'« Une paix durable ne peut pas être obtenue sans qu’une partie importante de la population trouve les moyens de sortir de la pauvreté » et « le microcrédit est l’un de ces moyens ». Son fondateur, Muhammad Yunus, a été limogé de la Grameen Bank le 2 mars 2011, probablement du fait de pressions provenant du gouvernement du Bangladesh.

## Histoire

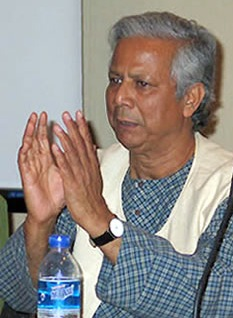
Muhammad Yunus, le fondateur de la Grameen Bank.

Le fondateur de la banque est Muhammad Yunus, docteur en économie de l'université Vanderbilt aux États-Unis. L'idée lui est venue durant une terrible famine au Bangladesh en 1974. Le prêt accordé de 27 dollars américains (sans les risques des « prêteurs sur gage ») à un groupe de 42 familles leur a permis de créer de menus objets à vendre. Yunus a pensé que proposer de tels prêts disponibles à grande échelle pouvait améliorer la condition de pauvreté du monde rural au Bangladesh.
La Grameen Bank est née des idées de Muhammad Yunus. La banque commence comme projet de recherche de Yunus associé aux Projets économiques et ruraux de l'université du Bangladesh de Chittagong, afin de tester sa méthode de crédit et de services bancaires proposés aux zones rurales pauvres. En 1976, le village de Jobra et d'autres villages avoisinant l'université de Chittagong sont les premiers à profiter des services de la Grameen Bank. La banque est un immense succès et le projet, avec l'aide du gouvernement, est étendu en 1979 au district de Tangail (au nord de la capitale Dhaka). Le succès de la banque continue et se répand à d'autres régions du Bangladesh. En 1983, elle est transformée en banque indépendante par le gouvernement du Bangladesh et est inaugurée avec, en invité d'honneur, le ministre des Finances.
Au début du XXIe siècle, la banque continue de s'accroître à travers le pays, et continue de proposer de petits prêts aux pauvres des zones rurales. Mi-2006, la banque a plus de 2 100 agences. Son succès a inspiré des projets similaires à travers le monde.

### La méthode du microcrédit
Ces principes forment la base du microcrédit ainsi que la gestion de « groupes d'auto-entraide », ce système fonctionne dans plus de 43 pays. On prête de l'argent à un groupe de 5 personnes, et il n'est plus possible pour le groupe d'emprunter à nouveau si l'une des cinq personnes échoue. Cela créée une dynamique de groupe en termes de responsabilité (afin que les autres membres du groupe puissent à nouveau emprunter), augmentant ainsi la viabilité économique de la Grameen Bank.
Dans un pays où peu de femmes accèdent au crédit par le biais des banques classiques, la Grameen Bank s'est focalisée sur les femmes. En effet, elles représentent 97 % des emprunteurs. Une étude de la Banque mondiale a démontré que le micro-crédit permet aux femmes d'avoir un meilleur accès aux ressources ainsi qu'une meilleure participation aux décisions. D'autres économistes pensent que le lien entre le micro-crédit et la libération de la femme est cependant moins important. À d'autres points de vue, la Grameen Bank est également assez remarquable, son taux de remboursements dépasse les 98 %. Cependant, d'après le Wall Street Journal, un cinquième des remboursements aurait au moins 1 an de retard en 2001. La Grameen Bank se défend en déclarant que plus de la moitié des emprunteurs au Bangladesh (près de 50 millions) sont sortis de la pauvreté grâce à leurs emprunts. Concrètement, tous les enfants en âge d'être scolarisés sont à l'école, tous les membres d'une famille mangent 3 repas par jour, ont des sanitaires, une maison étanche à la pluie, ont accès à l'eau potable, et sont capables de rembourser 300 taka par semaine (environ 3 euros).

## Quelques chiffres
La Grameen Bank est détenue par des emprunteurs pauvres. La banque est détenue à 97 % par des emprunteurs et 3 % par le gouvernement du Bangladesh. 
La banque a eu une croissance importante entre 2003 et 2007, en octobre 2007 elle décompte 7.34 millions d'emprunteurs, à 97 %  des femmes. Le nombre d'emprunteurs a plus que doublé depuis 2003; à cette période, elle ne comptait que 3,12 millions de membres. Une croissance similaire peut être observée quant au nombre de villages couverts. En octobre 2007, la banque comptait 24 703 employés, avec 2 468 antennes couvrant 80 257 villages, rapporté à 43 681 villages en 2003. Depuis sa création, la banque a accordé 347,75 milliards de Tk de prêts, (4,3 milliards d'euros) ; 313,11 milliards de Tk (3,9 milliards d'euros) ont été remboursés. La banque se réclame d'un taux de recouvrement de 98,35 %, comparé aux 95 % de recouvrement en 1998.
Cependant, plusieurs critiques[Lesquelles ?][Par qui ?] remettent en doute la valeur annoncée ainsi que la méthode de calcul utilisée par la Grameen Bank pour arriver à ce chiffre.[évasif]

## Critiques
Un article du « Comité pour l'Annulation de la Dette du Tiers Monde » (CADTM) met en lumière l’ambiguïté voire le cynisme de l'entreprise de Muhammad Yunus.
La féministe belge Hedwige Peemans-Poullet critique de manière virulente la Grameen Bank dans « La miniaturisation de l’endettement des pays pauvres passe par les femmes » février 2000,.